# Локшина швидкого приготування

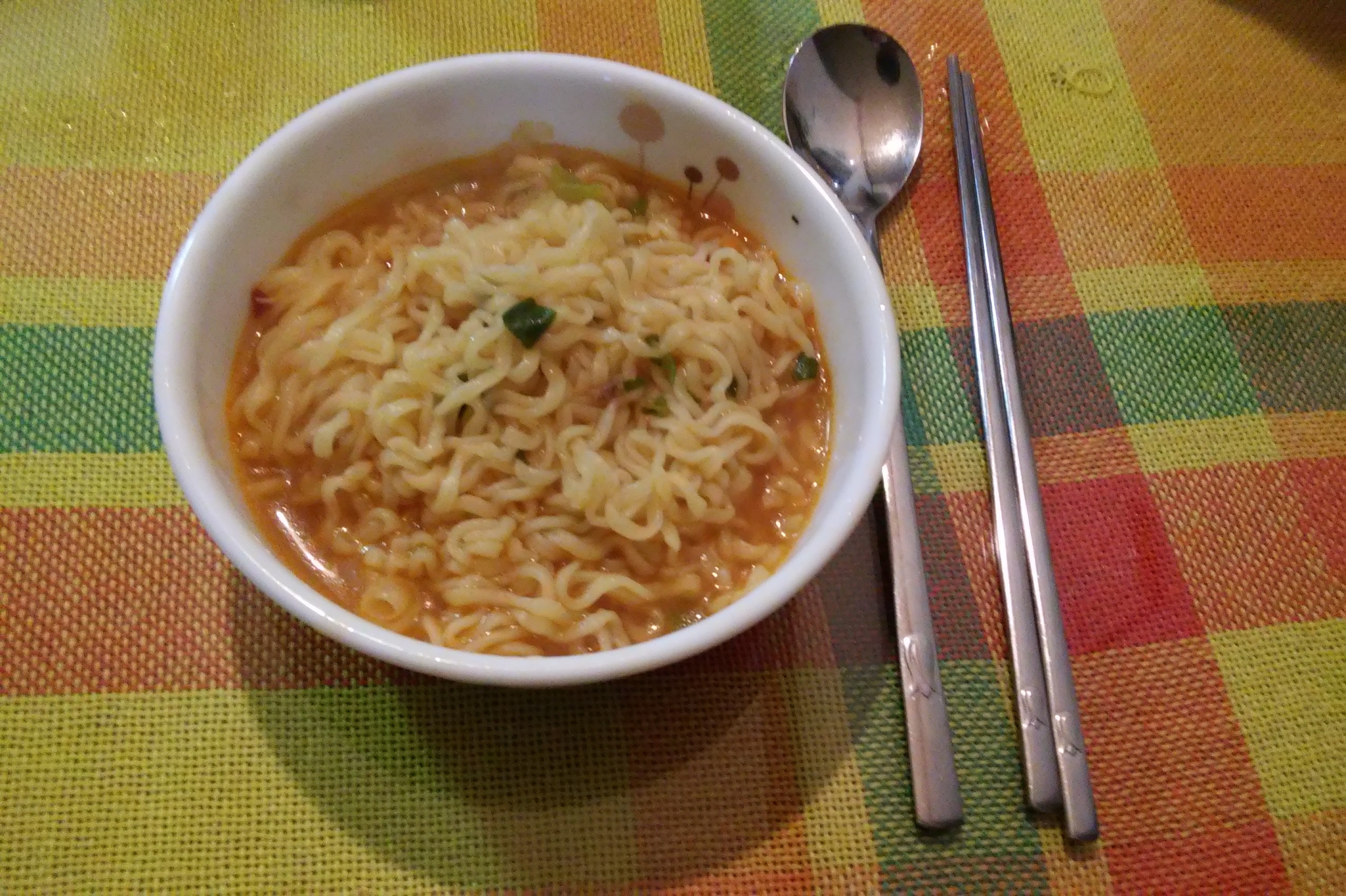
Локшина швидкого приготування

Локшина швидкого приготування  — спеціально оброблена (наприклад, обсмажена в олії) суха локшина, для приготування якої треба додати гарячу воду і приправи. Продукт найчастіше дешевий і простий у приготуванні, а також він є одним з найпопулярніших страв у світі.
Рамен — це також назва японської локшини китайського походження. Страва прийшла в Японію в період Мейджі.

## Історія

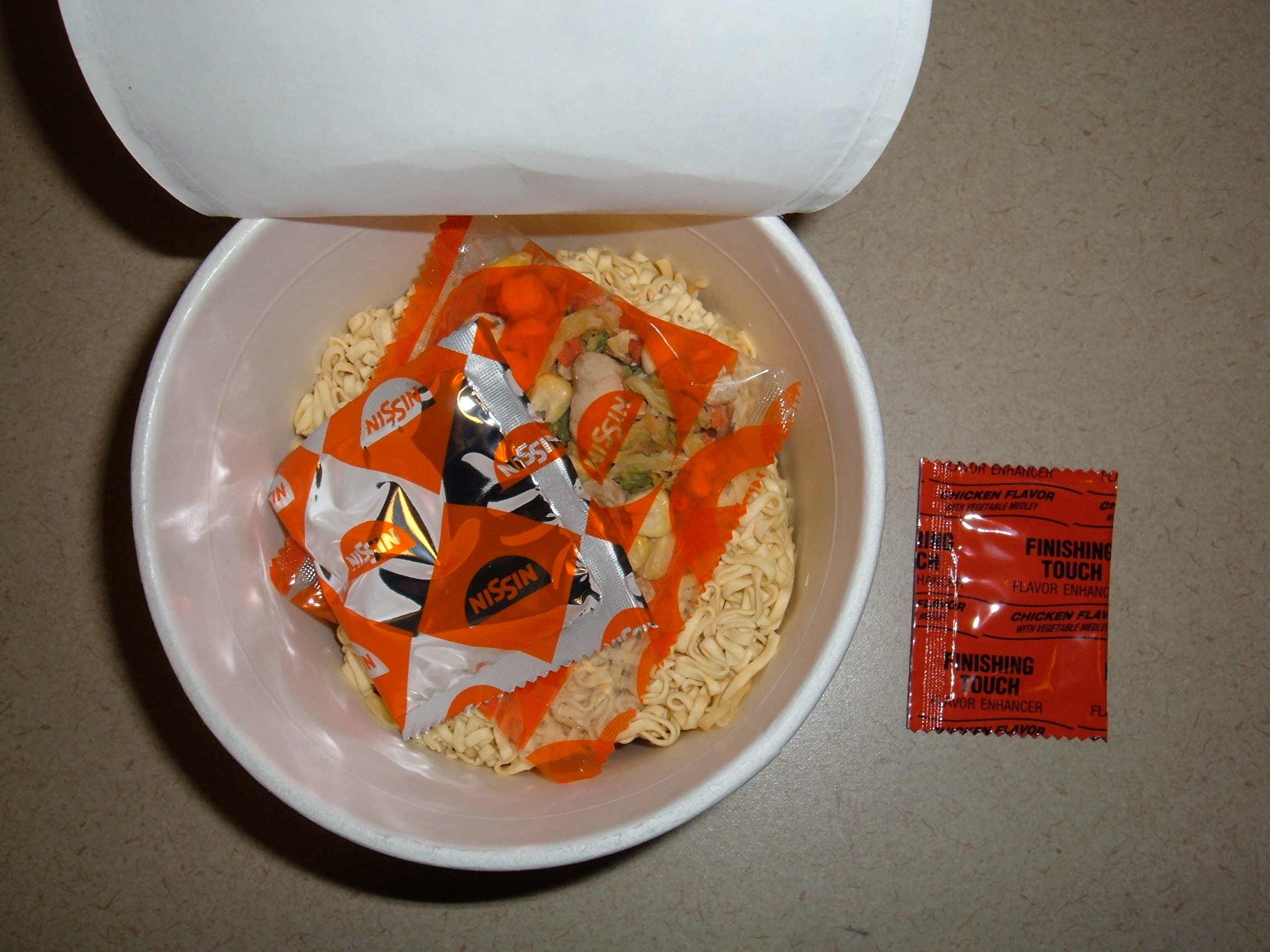
Локшина Nissin Souper Meal в чашці

Вважається, що першою локшиною швидкого приготування була китайська локшина Е-фу, що з'явилася в XVI столітті в Китаї. Існує думка, що кухар магістрату міста Янчжоу використовував сильно обсмажену локшину, яку можна було подавати гостям, просто розігріваючи з різними бульйонами.
Батьком сучасної локшини швидкого приготування вважається японець тайваньського походження Андо Момофуку, що заснував компанію Nissin Food Products Co., Ltd і організував перше в світі виробництво локшини Chikin Ramen (зі смаком курки) в 1958 році. 25 серпня 1958 року новий продукт з'явився на продуктовому ринку Японії.
Іншою важливою віхою в цій області вважається представлена в 1971 році компанією Nissin локшина швидкого приготування в чашці з пінопласту «Cup Noodle». Її можна приготувати без використання посуду прямо в цій чашці. Згодом в чашку стали додавати сушені овочі, що робить страву супом.

## Споживання
У 2009 році в світі було продано понад 92 мільярди порцій локшини швидкого приготування.
Споживання локшини швидкого приготування може бути економічним індикатором. У 2005 році в Таїланді став публікуватися Mama Noodles Index — який показує споживання Mama Noodles, місцевого сорту локшини швидкого приготування. Індекс був постійний в період відновлення економіки від Східноазійської економічної кризи. Люди не можуть дозволити собі дорожчі продукти, що призводить до збільшення споживання локшини.

## Цікаві факти
- В опитуванні громадської думки в Японії, проведеному в 2000 році, локшину швидкого приготування назвали головним японським винаходом XX століття. Караоке поставили на друге місце, а компакт-диск — лише на п'яте[2].
- Спочатку локшина швидкого приготування позиціонувалася як дорогий ексклюзивний продукт. Вона коштувала приблизно в 6 разів дорожче, ніж традиційні різновиди локшини соба і удон[3]. Зараз це один з найдешевших продуктів.
- При перерахунку вартості на кілограм продукту навіть найдешевша локшина швидкого приготування істотно дорожче більшості традиційних (що вимагають більш тривалої термічної обробки) макаронних виробів вищого ґатунку.
- Для поліпшення смаку в локшину швидкого приготування зазвичай додають глутамат натрію та інші харчові добавки.
- У Південній Кореї локшина швидкого приготування також поширена і називається «рамен» (кор. 라면).
- Якщо нагрівання неможливо, це також можна приготувати в холодній воді.[4]